# Gordion

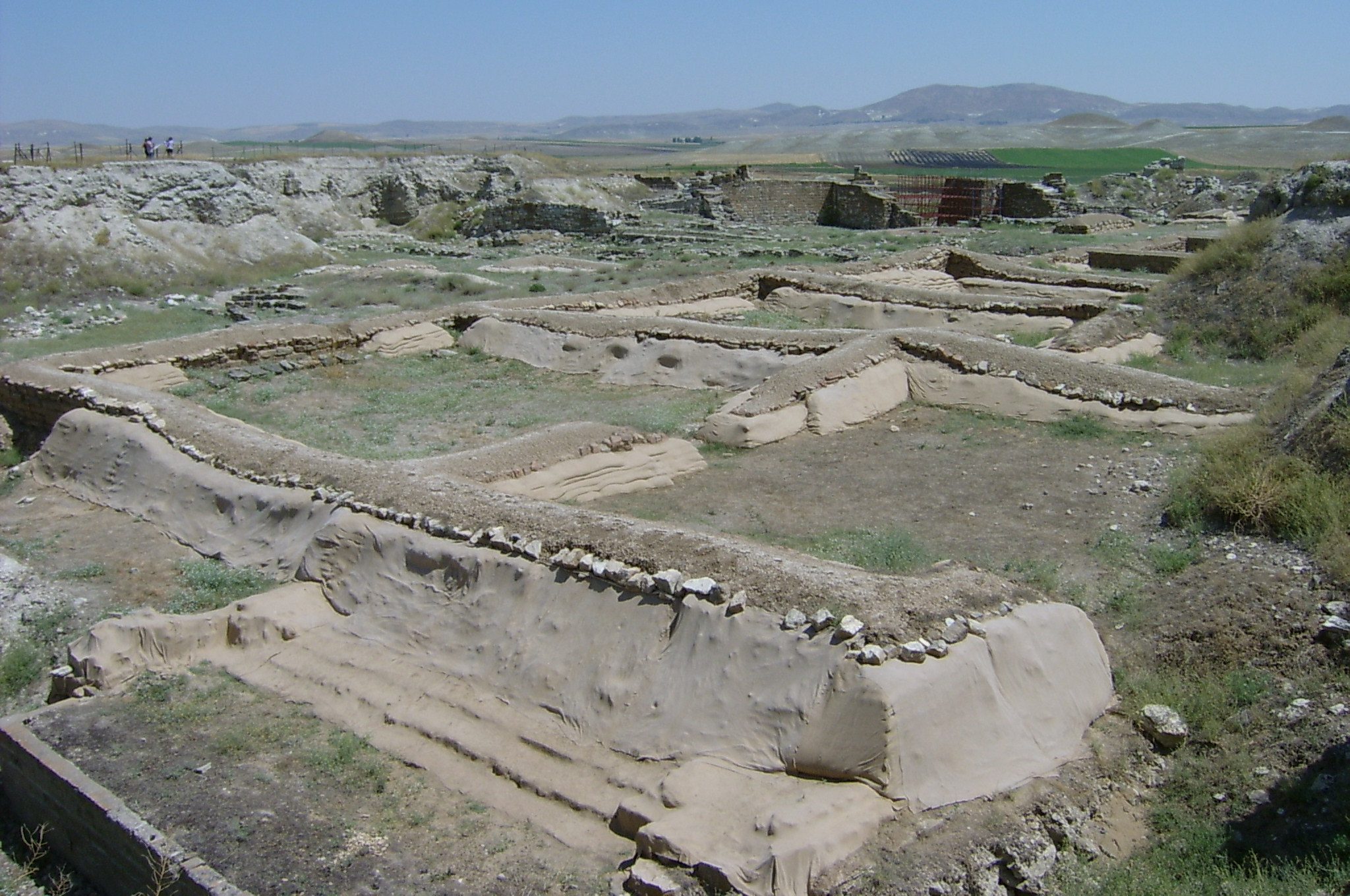
Ruiner av Gordion.

Gordion är det grekiska namnet på den forntida huvudstaden i Frygien. Andra versioner av namnet är Gordium och Gordiyon. Platsen kallas idag för Yassihüyük och ligger nära Polatlı i centrala Turkiet.

## Stadens historia
Stadens storhetstid sammanföll med det frygiska riket under 700-talet f.Kr. Gordion var först en stad i Hettiterriket, men övergavs omkring 1200 f.Kr. De tidigaste spåren av frygisk bebyggelse på platsen dateras av arkeologer till omkring 900 f.Kr., förmodligen då frygierna bosatte sig i centrala Anatolien.
Gordion förstördes av kimmererna, enligt traditionen år 696 f.Kr., omkring 675 f.Kr. enligt arkeologerna. Gordion byggdes dock upp igen och erövrades av Lydien. Den lydiska kungen Alyattes lät uppföra en rad nya byggnader i staden i början av 500-talet f.Kr. I Gordion förvarades enligt legenden den Gordiska knuten. När Alexander den store kom till staden år 333 f.Kr. omtalas att han då löste repknuten genom ett svärdshugg. Staden bestod fram till romersk tid då den förföll och slutligen övergavs.

## Arkeologiska fynd

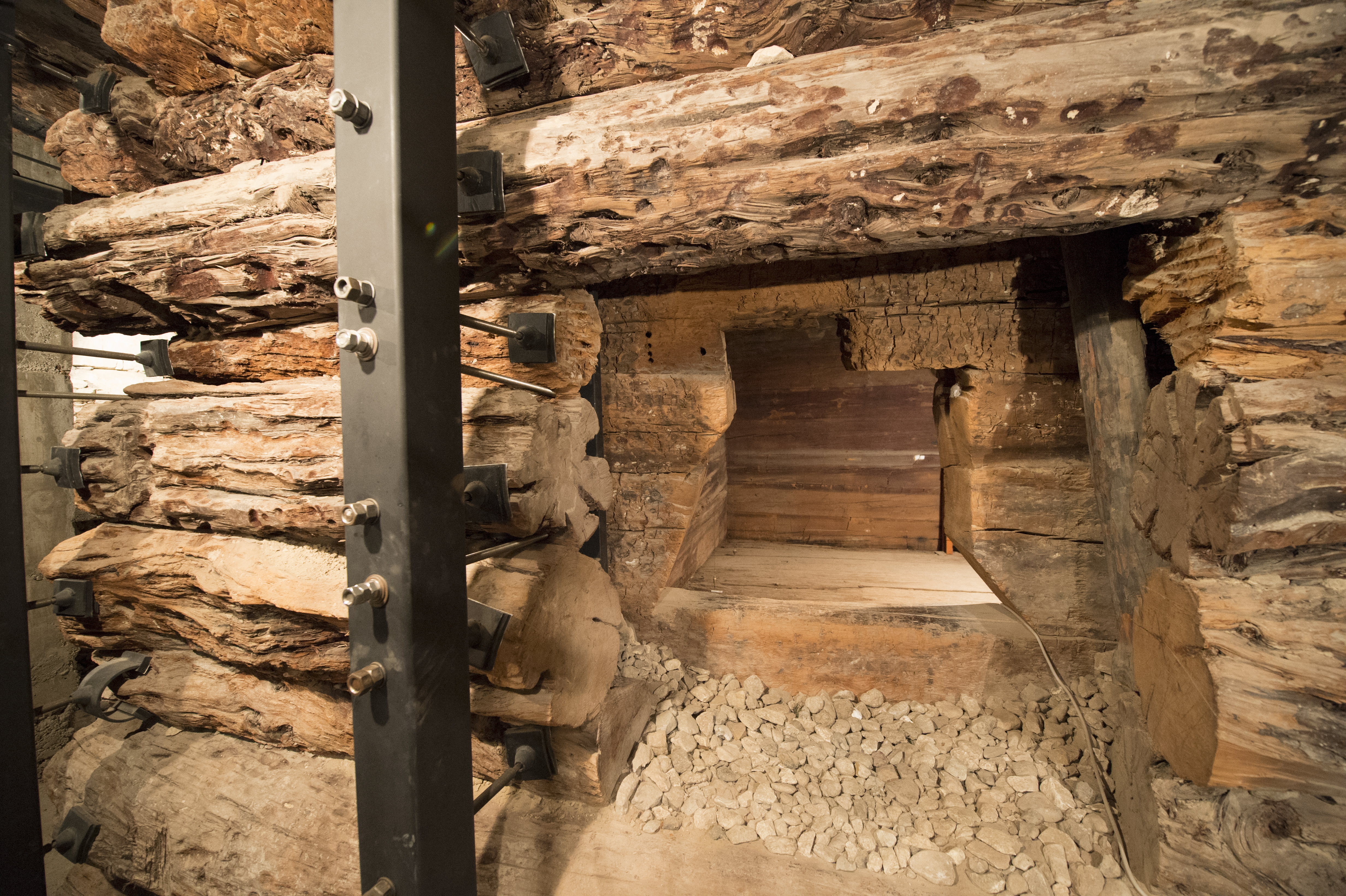
Midas gravkammare, vars virke av cypress (Juniperus excelsa och/eller Juniperus foetidissima) möjliggör dateringen ca 745 f.Kr, visar att den byggts för någon av hans företrädare.

Arkitekturen i Gordions framträdande byggnader var baserad på megaron-formen, och staden var starkt befäst med ringmurar och torn. Det mest imponerande byggnadsverket på platsen idag är den s.k. kung Midas gravhög, en av många gravhögar till stormän och deras familjer i området. I gravhögen gjorde arkeologer vid utgrävningar 1957 fynd från en kunglig begravning. Kvarlevorna av den man som begravts där var troligen inte den legendariska kung Midas, utan hans far eller farfar. Dateringen av trädringar har visat att timret som användes till gravens inre har sista bildade årsring innan fällning 745 f.Kr med en osäkerhet om endast något enstaka år. Dateringen av den flytande årsringskronologin har preciserats flera gånger, senast 2020. I gravhögen återfanns även kungens begravningsmåltid, juveler och texter skrivna på det frygiska språket. Utgrävningar av det forntida Gordion i Yassihüyük har pågått sedan 1950-talet ledda av den amerikanska arkeologen Rodney S. Young från University of Pennsylvania, och pågår fortfarande. Även svenska arkeologer har medverkat i forskningen kring Gordion, exempelvis Åke Åkerström.

## Världsarvsstatus
Den 13 april 2012 sattes Gordion upp på Turkiets tentativa världsarvslista.